# Gonydactylus paradoxus
Gonydactylus paradoxus är en ödleart som beskrevs av  Ilya Sergeevich Darevsky och SZCZERBAK 1997. Gonydactylus paradoxus ingår i släktet Gonydactylus och familjen geckoödlor. Inga underarter finns listade i Catalogue of Life.